# Château de Vallabrix
Le château de Vallabrix est un château situé à Vallabrix, dans le département du Gard et la région Languedoc-Roussillon.

## Histoire
Ce château fait l’objet d’une inscription au titre des monuments historiques depuis le 31 octobre 1997. Il est aujourd'hui propriété d'une personne privée.
Nous connaissons peu de sources historiques permettant de relater l’histoire du village. Deux documents importants subsistent néanmoins : le compoix de 1728 et le cadastre napoléonien de 1823. En 1209, le château fait partie des possessions que le comte de Toulouse reconnaît tenir de l’évêque d’Uzès. À la fin du Moyen Âge, il appartient à une famille de vieille noblesse ruinée, les Antoine de La Tour. Renaissance Le premier Seigneur connu de Vallabrix est Mathieu de Bargeton. Anobli en 1533 par François Ier, celui-ci acquiert la juridiction de Vallabrix en 1535 : ses liens avec la Cour semblent le désigner comme commanditaire de la façade. Une hypothèse bien étayée situe la réalisation de la façade dans les années 1560. Cadastre Napoléonien - 1823 cadastre actuel cadastre napoléonien époque moderne À partir du XVIIe siècle, le château- bien noble- appartient à deux seigneurs qui se partagent l’ensemble du domaine. C’est une coseigneurie. Jusqu’au milieu du XVIIIe siècle, les Bargeton vont posséder ce domaine avec des personnages de la haute noblesse, descendants par alliance de la famille Ruffier. Au XIXe siècle, le château, qui n’est plus un bien noble, est divisé en deux parcelles (acte notarié de 1877) : au nord-est : une maison d’habitation, la cour intérieure avec une remise et le porche d’entrée donnant sur la place de l’horloge ; au nord ouest : une grange, dite le grand membre, ouvrant sur la rue du centre. Le jardin au Sud avec son pigeonnier est divisé entre les deux propriétaires Aujourd’hui La division du bien est visible dans la construction elle-même : le mur intérieur de séparation passe au milieu de la façade, on l’aperçoit dans le vide de l’œil de bœuf . La bâtisse possède deux toits différemment orientés, modification d’une toiture à deux pans légèrement plus basse. La parcelle 262 est devenue communale en 2009